# Dziwoliczek okazały
Dziwoliczek okazały (Melipotes carolae) – gatunek średniej wielkości ptaka z rodziny miodojadów. Został odkryty w 2005 roku w górach Foja w indonezyjskiej części Nowej Gwinei. Międzynarodowa Unia Ochrony Przyrody (IUCN) klasyfikuje go jako gatunek najmniejszej troski (LC).

## Taksonomia i odkrycie
Dziwoliczek okazały został odkryty w trakcie wyprawy mającej miejsce w dniach 15 listopada do 9 grudnia 2005 roku. 21 listopada uczestnicy wyprawy zlokalizowali miodojada posiadającego korale, zdawał się nie być zaniepokojony obecnością ludzi. Uwagę zwróciła czerwonopomarańczowa naga skóra w okolicach oczu oraz dwa „korale” tejże barwy zwisające po jednym z każdej strony. 28 listopada złapano w sieć ornitologiczną (mist-net) holotyp, który okazał się być dorosłym samcem. Przygotowany został przez B.M. Beehlera i przesłany do Museum Zoologicum Bogoriense na Jawie, gdzie znajduje się pod numerem 30628. Na podstawie obecności nagiej mięsistej skóry po bokach głowy przypisany został do rodzaju Melipotes i uznany za nowy gatunek na podstawie czterech cech:
- naga mięsista skóra po bokach głowy połączona jest z „koralami”, zwisającymi po jednym z każdej strony – pozostali przedstawiciele rodzaju takich nie posiadają
- barwa owych ozdób jest czerwonopomarańczowa, nie pomarańczowożółta
- gdy ptak okazuje agresję, skóra korali nie czerwienieje, jak u pozostałych przedstawicieli Melipotes
- na gardle znajduje się szara plama

## Morfologia
Wymiary dla holotypu: skrzydło 124 mm, skok 35 mm, ogon 102 mm, dziób od nasady w czaszce 25 mm, masa ciała 52,5 g. Dziób i nogi czarne, tęczówka brązowa. Upierzenie w większości czarne. Broda i górna część gardła ciemnoszara. Spód ciała ciemnoołowianoszary. Lotki ciemnobrązowoszare.

## Zasięg występowania i środowisko
Najniższa wysokość, na jakiej zarejestrowano dziwoliczka okazałego, to 1150 m n.p.m. Holotyp odnaleziono na 1650 m n.p.m. Nie odnotowano gatunku poza terenem gór Foja (zachodnia Nowa Gwinea), na obecny stan wiedzy jest on ich endemitem. Ptaki te obserwowano zarówno na terenie lasu, jak i jego obrzeży. Środowisko życia stanowią wilgotne lasy podgórskie, które cechuje obecność roślin nagonasiennych z rodzajów m.in. obłuszyn Dacrydium i Dacrycarpus oraz okrytonasiennych, np. przedstawicieli rodzajów bukan Nothofagus i litokarpus Lithocarpus.

## Behawior
W trakcie badań nad Melipotes carolae nie zarejestrowano żadnych głosów wydawanych przez te ptaki. W okresie wyprawy, w którym obserwowano dziwoliczki okazałe (późny listopad–wczesny grudzień), nie zaobserwowano zachowań lęgowych, a dwa dokładniej zbadane osobniki nie miały powiększonych gonad.

## Status
IUCN uznaje dziwoliczka okazałego za gatunek najmniejszej troski (LC, Least Concern). Nie jest znana liczebność populacji ani jej trend.